# Валеріо Фіорі
Валеріо Фіорі (італ. Valerio Fiori, нар. 27 квітня 1969, Рим) — італійський футболіст, що грав на позиції воротаря. По завершенні ігрової кар'єри — тренер. З 2018 року входить до тренерського штабу клубу «Мілан».

## Клубна кар'єра
Народився 27 квітня 1969 року в місті Рим. Вихованець місцевого клубу «Лодіджані». За нього Валеріо зіграв один матч в сезоні 1985/86 у Серії C2.
У 1986 він перейшов у інший столичний клуб «Лаціо», де в першому сезоні виступав за молодіжну команду, вигравши молодіжний чемпіонат Італії 1986/87, а наступного сезону 1987/88 вийшов з командою до Серії А. У вищому італійському дивізіоні дебютував 8 січня 1989 року в грі проти «Фіорентини» а починаючи з наступного сезону 1989/90 він став основним воротарем «орлів», залишаючись у цьому стані до 1992 року і вважався одним з найбільш перспективних італійських воротарів. У сезоні 1992/93 Фіорі зробив кілька результативних помилок, у тому числі вирішальна у чвертьфіналі Кубка Італії проти «Торіно», через яку римляни вилетіли з турніру, а Фіорі на позиції основного воротаря був замінений на Фернандо Орсі. Загалом же за «біло-блакитних» Фіорі за сім сезонів провів 132 матчі в усіх турнірах, в яких пропустив 148 голи.
Влітку 1993 року за 2,5 мільярда лір перейшов у «Кальярі», де відразу став основним воротарем і допоміг клубу дійти до півфіналу Кубка УЄФА 1993/94. Втім у сезоні 1995/96 Фіорі програв конкуренцію Беньяміно Абате і в 1996 році змушений був покинути клуб, перейшовши в «Чезену» з Серії Б, з якою вилетів до Серії С1.
У 1997 році він повернувся до Серії А, ставши резервістом Франческо Тольдо у «Фіорентині», тому за сезон зіграв лише одну гру у Серії А та три гри у національному кубку, після чого перейшов в іншу команду вищого дивізіону «П'яченцу». В цій команді Фіорі розглядався як основний воротар, але через ряд помилок по ходу сезону він втратив місце в основі, пропустивши вперед Серджо Маркона.
1999 року перейшов до клубу «Мілан», де став третім воротарем команди, через що за дев'ять років у команді він зіграв лише у двох офіційних іграх: 24 травня 2003 року проти «П'яченци» (в останньому турі Серії А 2002/03, де вийшла велика кількість резервістів, щоб надати відпочинок основі «Мілану» напередодні фіналу Ліги чемпіонів проти «Ювентуса», який міланський клуб в підсумку виграв, дозволивши Фіорі стати володарем найпрестижнішого європейського трофею), а другий матч — 18 грудня 2003 року на «Сан-Сіро» проти «Сампдорії» в Кубку Італії, коли Фіорі замінив травмованого Крістіана Абб'яті і допоміг їй перемогти 1:0. В подальшому контракт футболіста неодноразово продовжувався, підкреслюючи важливість Фіорі в роздягальні, проте він не мав ніякої ігрової практики. Будучи третім воротарем і нечасто потрапляючи навіть на лаву запасних, він здобув з клубом усі головні національні та міжнародні трофеї — ставав чемпіоном Італії, а також виборов титул володаря Кубка та Суперкубка Італії, а також по два рази ставав переможцем Ліги чемпіонів УЄФА та Суперкубка УЄФА, і ще одного разу виграв клубний чемпіонат світу у 2007 році. Завершив професійну кар'єру футболіста виступами за команду «Мілан» у 2008 році.
Його контракт з «Міланом» закінчився 30 червня 2008 року, після чого він у віці 39 років закінчив ігрову кар'єру.

## Виступи за збірну
Протягом 1989—1990 років залучався до складу молодіжної збірної Італії, з якою став півфіналістом молодіжного чемпіонату Європи 1990 року. Всього на молодіжному рівні зіграв у 4 офіційних матчах.

## Кар'єра тренера
По завершенні кар'єри гравця 2008 року Валеріо залишився у «Мілан», ставши тренером воротарів, де пропрацював з 2008 по 2016 рік.
Після цього співпрацював з Кларенсом Зеєдорфом, колишнім партнером по «Мілану», працюючи тренером воротарів у китайському «Шеньчжені», а потім і помічником Зеєдорфа у іспанському «Депортіво», втім 5 липня 2018 року повернувся до роботи тренера воротарів у «Мілані».

## Статистика виступів

### Статистика клубних виступів
| Сезон               | Команда             | Чемпіонат           | Чемпіонат | Чемпіонат | Кубок Італії | Кубок Італії | Кубок Італії | Континентальні кубки | Континентальні кубки | Континентальні кубки | Інші змагання | Інші змагання | Інші змагання | Усього за | Усього за |
| Сезон               | Команда             | Ліга                | Ігор      | Голів     | Ліга         | Ігор         | Голів        | Ліга                 | Ігор                 | Голів                | Ліга          | Ігор          | Голів         | Ігор      | Голів     |
| ------------------- | ------------------- | ------------------- | --------- | --------- | ------------ | ------------ | ------------ | -------------------- | -------------------- | -------------------- | ------------- | ------------- | ------------- | --------- | --------- |
| 1987–88             | «Лаціо»             | B                   | 2         | -4        | КІ           | -            | -            | -                    | -                    | -                    | -             | -             | -             | 2         | -4        |
| 1988–89             | «Лаціо»             | A                   | 12        | -11       | КІ           | 2            | -4           | -                    | -                    | -                    | -             | -             | -             | 14        | -15       |
| 1989–90             | «Лаціо»             | A                   | 28        | -25       | КІ           | 2            | -2           | -                    | -                    | -                    | -             | -             | -             | 30        | -27       |
| 1990–91             | «Лаціо»             | A                   | 34        | -36       | КІ           | 2            | -3           | -                    | -                    | -                    | -             | -             | -             | 36        | -39       |
| 1991–92             | «Лаціо»             | A                   | 32        | -37       | КІ           | 3            | -4           | -                    | -                    | -                    | -             | -             | -             | 35        | -41       |
| 1992–93             | «Лаціо»             | A                   | 11        | -19       | КІ           | 4            | -3           | -                    | -                    | -                    | -             | -             | -             | 15        | -22       |
| Усього за «Лаціо»   | Усього за «Лаціо»   | Усього за «Лаціо»   | 119       | -132      |              | 13           | -16          |                      | 10                   | -11                  |               | -             | -             | 132       | -148      |
| 1993–94             | «Кальярі»           | A                   | 34        | -47       | КІ           | 1            | -1           | КУЄФА                | 10                   | -11                  | -             | -             | -             | 45        | -59       |
| 1994–95             | «Кальярі»           | A                   | 29        | -32       | КІ           | 2            | -1           | -                    | -                    | -                    | -             | -             | -             | 31        | -33       |
| 1995–96             | «Кальярі»           | A                   | 19        | -29       | КІ           | 4            | -8           | -                    | -                    | -                    | -             | -             | -             | 23        | -37       |
| Усього за «Кальярі» | Усього за «Кальярі» | Усього за «Кальярі» | 82        | -108      |              | 7            | -10          |                      | 10                   | -11                  |               | -             | -             | 99        | -129      |
| 1996–97             | «Чезена»            | B                   | 18        | -22       | КІ           | 1            | -1           | -                    | -                    | -                    | -             | -             | -             | 19        | -23       |
| 1997–98             | «Фіорентина»        | A                   | 1         | -0        | КІ           | 3            | -1           | -                    | -                    | -                    | -             | -             | -             | 4         | -1        |
| 1998–99             | «П'яченца»          | A                   | 28        | -36       | КІ           | 1            | -1           | -                    | -                    | -                    | -             | -             | -             | 29        | -37       |
| 1999–00             | «Мілан»             | A                   | 0         | -0        | КІ           | 0            | -0           | ЛЧ                   | 0                    | -0                   | СІ            | 0             | -0            | 0         | -0        |
| 2000–01             | «Мілан»             | A                   | 0         | -0        | КІ           | 0            | -0           | ЛЧ                   | 0                    | -0                   | -             | -             | -             | 0         | -0        |
| 2001–02             | «Мілан»             | A                   | 0         | -0        | КІ           | 0            | -0           | КУЄФА                | 0                    | -0                   | -             | -             | -             | 0         | -0        |
| 2002–03             | «Мілан»             | A                   | 1         | -4        | КІ           | 0            | -0           | ЛЧ                   | 0                    | -0                   | -             | -             | -             | 1         | -4        |
| 2003–04             | «Мілан»             | A                   | 0         | -0        | КІ           | 1            | -0           | ЛЧ                   | 0                    | -0                   | СІ+СУ+МКК     | 0             | -0            | 1         | -0        |
| 2004–05             | «Мілан»             | A                   | 0         | -0        | КІ           | 0            | -0           | ЛЧ                   | 0                    | -0                   | СІ            | 0             | -0            | 0         | -0        |
| 2005–06             | «Мілан»             | A                   | 0         | -0        | КІ           | 0            | -0           | ЛЧ                   | 0                    | -0                   | -             | -             | -             | 0         | -0        |
| 2006–07             | «Мілан»             | A                   | 0         | -0        | КІ           | 0            | -0           | ЛЧ                   | 0                    | -0                   | -             | -             | -             | 0         | -0        |
| 2007–08             | «Мілан»             | A                   | 0         | -0        | КІ           | 0            | -0           | ЛЧ                   | 0                    | -0                   | СУ+КЧС        | 0             | -0            | 0         | -0        |
| Усього за «Мілан»   | Усього за «Мілан»   | Усього за «Мілан»   | 1         | -4        |              | 1            | -0           |                      | 0                    | -0                   |               | 0             | -0            | 2         | -4        |
| Усього за кар'єру   | Усього за кар'єру   | Усього за кар'єру   | 249       | -302      |              | 26           | -29          |                      | 10                   | -11                  |               | 0             | -0            | 285       | -342      |

## Титули і досягнення
- Чемпіон Італії (1):

«Мілан»: 2003–04
- Володар Кубка Італії (1):

«Мілан»: 2002–03
- Володар Суперкубка Італії (1):

«Мілан»: 2004
- Переможець Ліги чемпіонів УЄФА (2):

«Мілан»: 2002–03, 2006–07
- Володар Суперкубка УЄФА (2):

«Мілан»: 2003, 2007
- Клубний чемпіон світу (1):

«Мілан»: 2007

## Особисте життя
У 1996 році у Валеріо народилися сини-близнюки — Емануеле і Даніеле.
12 липня 2007 року Фіорі отримав ступінь бакалавра в Римському університеті ла Сап'єнца.